# Palet
PALET（パレット）は、日本の女性アイドルグループ。プラチナム・パスポート所属。レーベルは日本コロムビア。コンセプトは「透明感溢れる正統派ビジュアルの王道アイドルユニット」である。
2013年11月に日本コロムビアからメジャーデビュー。2017年12月のワンマンライブをもって解散した。

## 概要
キャッチコピーは「王道ピュアアイドルの究極形」。2012年6月9日、新宿BLAZEのお披露目イベントより活動開始。2013年11月20日に日本コロムビアからメジャーデビュー。メジャーデビュー曲「Believe in Yourself !」はフジテレビ系列で放送されていたTVアニメ『トリコ』のエンディングテーマに抜擢された。
2017年6月7日よりそれまで小文字表記だった「palet」から大文字表記の「PALET」に改名。改名の理由は5年という歳月を詰め込んだベストアルバムを一つの区切りとし、ここからグループがさらに大きくなるため大文字化をすると発表している。
2017年11月29日、公式サイトより、同年12月28日のワンマンライブをもって解散することを発表。活動開始から5年6か月と19日でピリオドを打った。

### 結成まで
2011年12月30日、ぱすぽ☆のメンバーだった佐久間夏帆が脱退。この年に10人組としてメジャーデビューしオリコンチャート1位を獲得する等絶好調だったぱすぽ☆から、佐久間が抜けた穴を埋めるべく、翌2012年1月に8人の新メンバー候補生を選出。同年3月にファン投票を行った結果、同3月31日、中野サンプラザで行われたぱすぽ☆のフライト（ライブ）において、「該当者なし」となったため新メンバーは採用されなかった。
その後、藤本結衣、平口みゆき、武田紗季、木元みずきの4人が最初に集まり話し合いの末にグループを結成することとなる。このとき唯一の条件PASSPO☆、prediaと同じPで始まるグループ名ということでpaletに決めた。また、同じく候補生で活動していた君島光輝、大塚光にも声をかけ、事務所のスカウト一覧から井草里桜菜を見つけ電話で勧誘し7人が決まった。
グループ名の「PALET」には、それぞれの担当カラーでファンを染め上げるという意味がこめられている。これは雑誌の取材でコンセプトを聞かれたときに藤本がとっさに答えた言葉がそのまま記載されたのが最初である。

### 特徴
楽曲は王道のアイドルポップスを意識したものとなっている。歌割は均等に割り振られており各メンバーにソロパートがある。そのため、センターは固定していない。
paletの特徴の一つとして、ファン参加型の独自のイベントを行っていることが挙げられる。秋葉原にあったNOODOL CAFEとのコラボイベントも行っており、これらの企画はほとんどがリリースイベントの一環として行われていた。
過去に行ったことのある企画
- 振り入れ見学会…新曲のダンスの振り入れを見学
- 綱引き大会
- 朝礼…ラジオ体操
- 節分会
- かくれんぼ…秋葉原一帯を使ったかくれんぼ。参加者はTwitterから知らされるヒントを頼りに秋葉原のどこかにいるメンバーを探し出す企画。
- ピンポン玉リレー…武田紗季考案企画
- パレットブートキャンプ…ビリーズブートキャンプのパロディ。メンバーが隊長となりエクササイズを行う。
- 大量採取♡ BIG採り〜!!…メンバーが投げた虫のフィギュアやボールを麦わら帽子または虫取り網で採取（キャッチ）する企画。
- ガールズ★アフタースクール…メンバーが各科目の先生となり、スクール生たちに女子力アップ方法を直接アドバイスする企画。全4回行われた。
- NOODOL CAFEでの企画
  - トランプ（ババ抜きや神経衰弱など）
  - スーファミ会（マリオカートやストリートファイターIIなど）
  - リバーシ

この他にも年に数回paletランドというイベントを開催し、そこでダーツやフリースローなどのアトラクションが楽しめた。

## 略歴
2012年
- 1月14日、藤本、君島、平口、武田、大塚、木元を含む8人がぱすぽ☆候補生として活動開始。
- 3月31日、ぱすぽ☆のワンマンフライト[注 2]にてぱすぽ☆新メンバーは「該当者なし」と発表される[10]。
- 5月上旬、メンバーのTwitterとブログでpalet結成がアナウンスされる。最初の発表での確定メンバーは藤本、平口、武田、大塚、木元の5人で後に君島とぱすぽ☆候補生ではなかった井草も参加することが決定。
- 6月9日、新宿BLAZEにてpaletお披露目会を開催[11]。
- 8月4日 - 5日、TOKYO IDOL FESTIVAL 2012に出演。
- 9月6日、FM-FUJIよりレギュラーラジオ｢GIRLS♥GIRLS♥GIRLS =RED ZONE=CONVERSE presents paletのセブンズマーブル｣放送開始
- 10月10日、1stアルバム『Hello,palet』でデビュー[12][13]。
- 12月24日、恵比寿ガーデンルームにてクリスマスライブを開催（井草里桜菜はインフルエンザのため欠席）、2013年にpaletのモバイルサイトオープン、ネット番組の配信開始、2ndアルバムを発売することが発表された。

2013年
- 1月10日、初の冠ネット番組『paletの涙☆つゆだく 』をYouTube、ニコニコ動画の公式チャンネルにて配信開始。
- 2月1日、公式ファンクラブサイト「paletモバイル」がオープン。
- 2月2日、Shibuya O-WESTで行われた単独イベントにて大塚光が学業専念を理由に3月24日の単独ライブでpaletを卒業することを発表[14]。
- 3月6日、2ndアルバム『SEVEN DESTINY』発売[15]。
- 3月24日、Mt.RAINIER HALL SHIBUYA PLEASURE PLEASUREにて単独ライブ「SEVEN DESTINY〜光の道へ〜」を開催、この公演をもって大塚光がpaletを卒業。
- 6月9日、Mt.RAINIER HALL SHIBUYA PLEASURE PLEASUREにて一周年記念ライブ「1st Anniversary Live」を開催、同年秋に日本コロムビアよりメジャーデビューが決定[16]。
- 7月27日 - 28日、TOKYO IDOL FESTIVAL2013に出演。
- 8月17日、Mt.RAINIER HALL SHIBUYA PLEASURE PLEASUREにて「palet LIVE 2013サマースペシャル!」を開催、11月20日にメジャー1stシングル「Believe in Yourself!」をリリースすることを発表。
- 11月20日、メジャー1stシングル『Believe in Yourself !』を発売。
- 11月30日、都内数か所で1万人との路上握手とティッシュ配り、下北沢GARDENにて無料ライブ「palet 「Believe in Yourself !」〜たくさんの応援に感謝を込めて〜」を開催。11月10日の単独ライブにてオリコンTOP5入りの公約を掲げていたが達成できなかったため開催することとなった[17]。

2014年
- 1月18日、Mt.RAINIER HALL SHIBUYA PLEASURE PLEASUREにて2014年最初の単独ライブ「palet LIVE 2014 武田紗季 藤本結衣 生誕祭」を開催、4月24日に2ndシングル「Keep On Lovin' You」のリリースを発表。また、メンバー主催のイベントやGIRL'Sイベントの開催を発表した。
- 1月20日、AKIBAカルチャーズ劇場にてプラチナムプロダクションに所属のアーティストによる週替わりの定期公演「PLATINUM SHOW CASE」が開始。第1弾としてpaletが出演。
- 3月30日、Mt.RAINIER HALL SHIBUYA PLEASURE PLEASUREで行われた単独ライブにて夏に初のライブツアー「palet 1st LIVE TOUR 2014〜Believe in Your VICTORY〜」を開催することを発表[注 5]。
- 4月23日、2ndシングル『Keep on Lovin' You』を発売。
- 4月24日、池袋サンシャインシティ噴水広場にて2ndシングルのリリースイベントを開催。スペシャルゲストとしてレーベルの先輩である冠二郎が出演し、1日限定スペシャルユニット「二郎とぱれっと」が結成された[19]。
- 5月8日、代々木公園野外ステージにて「Keep on Lovin' You　ファン感謝祭　FREE LIVE＠YOYOGI」を開催。6月8日に新メンバーが1人加入し7人体制になることを発表した[20]。
- 6月8日、新宿BLAZEにて「palet 2nd Anniversary Live」を開催。新メンバーの中野佑美が加入し7人体制となった[21]。
- 8月2日 - 3日、TOKYO IDOL FESTIVAL2014に出演。初めてメインステージであるHOT STAGEに立った。
- 8月27日、3rdシングル『VICTORY』を発売。
- 9月29日、AKIBAカルチャーズ劇場での週替わり定期公演「PLATINUM SHOW CASE」が終了。
- 12月10日、4thシングル『SNOW DISTANCE』を発売。
- 12月28日、新宿Renyにて「palet LIVE 2014年末 SP!!」を開催。流田Projectがゲスト出演し、ライブの一部を初の生バンド形式で行った。また、来年3月にメジャー1stフルアルバムを発売することと2回目の東名阪ツアー、6月には3周年記念ライブを開催することを発表した。

2015年
- 1月16日、オフィシャルサイトとファンクラブがリニューアルオープン。
- 3月4日、1stフルアルバム『LOVE n' ROLL !!』を発売。
- 4月5日、ヤクルトホールで行われた「palet LIVE TOUR 2015〜LOVE n' ROLL !!〜 ツアーファイナルSP」にて君島光輝が6月21日に開催されるpalet 3周年記念ライブの公演を以てグループを卒業する事を発表[22]。
- 5月9日、初のファンクラブバスツアー「paletと遠足BBQツアー」を開催。
- 5月11日、4月より体調不良で休養していた木元が6月21日のワンマンライブを以てpaletを卒業することを公式ブログにて発表[23]。
- 6月17日、5thシングル『Time to Change』を発売。
- 6月21日、恵比寿ザ・ガーデンホールにて3周年記念ライブ「palet 3rd Anniversary Live 〜Time to Change〜」を開催。君島光輝、木元みずきがこの公演をもって卒業。また、7月25日に行われるPLATINUM SONIC 2015 vol．2にて新メンバーが加入し新体制としてスタートすること、夏に全国7ヶ所を回るツアーを開催することを発表した[24]。
- 7月25日、恵比寿ザ・ガーデンホールにて開催されたPLATINUM SONIC 2015 vol．2でサンミニのメンバーである渡邊真由が加入し6人体制になる。渡邊はpaletとサンミニを兼任することとなった。また、新体制でのキャプテンは平口となった[25]。
- 8月1日 - 2日、TOKYO IDOL FESTIVAL2015に出演。
- 9月23日、6thシングル『All for One』、6月21日の3周年記念ライブを収録したライブDVD「〜palet 3rd Anniversary LIVE〜 Time to Change」を同時発売。
- 10月16日、AKIBAカルチャーズ劇場での定期公演が約1年ぶりに復活。タイトルは「金曜の夜は〜palet time!palet7つ目の挑戦。〜赤坂BLITZへの道〜」で、12月28日に赤坂BLITZで開催の年末ライブ「palet LIVE 2015 年末スペシャル!!」に向けて隔週金曜日の全5回行われた。
- 11月27日、AKIBAカルチャーズ劇場で開催された定期公演「金曜の夜は〜palet time!palet7つ目の挑戦。〜赤坂BLITZへの道〜 vol.4」にてpaletに新メンバーが加入することが発表された。人数や名前などの詳細は後日発表[26]。
- 12月11日、AKIBAカルチャーズ劇場で開催された定期公演「金曜の夜は〜palet time!palet7つ目の挑戦。〜赤坂BLITZへの道〜 vol.5」にて、12月28日に赤坂BLITZで開催される単独ライブ「palet LIVE 2015 年末スペシャル!!」をもって、武田紗季と中野佑美が卒業する事を発表[27]。
- 12月28日、赤坂BLITZにて「palet LIVE 2015 年末スペシャル!!」を開催。武田紗季、中野佑美がこの公演をもって卒業。新メンバーとして小磯陽香、一ノ瀬りとの2名が発表された[28]。

2016年
- 1月22日、AKIBAカルチャーズ劇場にてサンミニとの合同定期公演「palet & サンミニ Friday Night」がスタート。小磯陽香、一ノ瀬りとを加えた新体制のお披露目となった[29]。
- 6月12日、Mt.RAINIER HALL SHIBUYA PLEASURE PLEASUREにて4周年記念ライブ「palet 4th Annivesary LIVE」を開催。9月7日に7thシングル「Over The Rainbow」を発売すること、7月から引き続き定期公演を行うこと、夏の東名阪ツアー、年末のワンマンライブの予定を発表した。また、7thシングルはインディーズ時代のレーベルBrand-New Musicからリリースされた。
- 7月3日、渡邊がサンミニを卒業しpalet専任となる。
- 8月5日 - 7日、TOKYO IDOL FESTIVAL2016に出演。
- 11月24日、AKIBAカルチャーズ劇場で開催された定期公演「palet Thursday Night」にて井草里桜菜が12月24日に開催される「palet LIVE 2016〜NEXT DIMENSION〜」を以てグループを卒業する事を発表[30]。
- 12月24日、新宿BLAZEにて「palet LIVE 2016〜NEXT DIMENSION〜」を開催。井草里桜菜がこの公演をもって卒業。2017年1月17日にAKIBAカルチャーズ劇場で開催予定の「palet Tuesday Night」より新体制でのお披露目となる[31]。

2017年
- 1月17日、AKIBAカルチャーズ劇場で開催された定期公演「palet Tuesday Night」にて、羽原由佳、反田葉月、齋藤由李名を加えた新体制のお披露目となった[32]。
- 3月26日、Mt.RAINIER HALL SHIBUYA PLEASURE PLEASUREにて、新体制初となるワンマンライブ「palet LIVE 2017 〜EVOLUTION〜」を開催。6月7日にベストアルバム『REGENERATION 〜5th Anniversary Best〜』を発売すること、結成5周年を記念したツアーを東京、大阪、愛知、千葉、神奈川の5都市で開催することを発表した[33]。
- 5月16日、AKIBAカルチャーズ劇場で開催された定期公演「palet Tuesday Night」にて、6月7日に発売する5周年ベストアルバム『REGENERATION 〜5th Anniversary Best〜』の発売をもって、現在のグループ名「palet」から、すべて大文字の「PALET」へ改名することを発表した[34]。
- 7月18日、齋藤がそれまで漢字表記だった「齋藤由李名」からひらがな表記の「さいとうゆりな」に改名することをTwitter上で発表。
- 8月4日 、8月6日、TOKYO IDOL FESTIVAL2017に出演。
- 11月29日、公式サイトより、12月28日のワンマンライブ「PALET LIVE 2017 〜GRADUATION〜」をもって解散することを発表した[3]。
- 12月28日、TSUTAYA O-WESTにて行われた「PALET LIVE 2017 ～GRADUATION～」を持ってメンバー全員が卒業し解散[35]。解散とほぼ同時に一ノ瀬は事務所を退所（その半年前から本人が卒業の意向を示していたという）。

2018年
- 3月9日、配信限定シングル「私という色の花」をリリース[36]。

## メンバー
5年半の全活動期を通して在籍し続けたのは藤本結衣と平口みゆきの2名のみ。また在籍経験のあるメンバーのうち、2024年9月現在もプラチナムプロダクションへの所属が確認されているのは藤本結衣、反田葉月の2名である。

### 最終メンバー
| 名前                           | 愛称       | 生年月日（年齢）      | 出身地   | カラー   | 加入日                | 在籍日数                  | 備考                                                                               |
| ------------------------------ | ---------- | --------------------- | -------- | -------- | --------------------- | ------------------------- | ---------------------------------------------------------------------------------- |
| 藤本結衣 ふじもと ゆい         | ゆいち     | 1995年1月22日（30歳） | 東京都   | 白       | 2012年6月9日 （結成） | 2029日 （5年6か月と19日） | 初代キャプテン（ - 2015年7月24日）                                                 |
| 平口みゆき ひらぐち みゆき     | みゆっちょ | 1995年2月5日（30歳）  | 神奈川県 | ピンク   | 2012年6月9日 （結成） | 2029日 （5年6か月と19日） | 2代目キャプテン（2015年7月25日 - ）                                                |
| 渡邊真由 わたなべ まゆ         | まゆち     | 1997年9月12日（27歳） | 神奈川県 | 赤       | 2015年7月25日         | 887日 （2年5か月と3日）   | 元サンミニ（2015年7月25日から2016年7月3日まで兼任） 元LOVEACE                      |
| 小磯陽香 こいそ はるか         | こはる     | 1998年1月6日（27歳）  | 神奈川県 | 水色     | 2015年12月28日        | 731日 （2年）             |                                                                                    |
| 一ノ瀬りと いちのせ りと       | りとまる   | 2000年1月11日（25歳） | 東京都   | 緑       | 2015年12月28日        | 731日 （2年）             | 現Merry BAD TUNE. 元ワールズエンド。 元メイビーME 現芸名：日南りと、旧名：夏目りと |
| 羽原由佳 はばら ゆか           | ゆうたん   | 2000年5月16日（25歳） | 東京都   | 黄色     | 2017年1月17日         | 346日 （11か月と11日）    | 元なんきんペッパー                                                                 |
| 反田葉月 たんだ はづき         | は〜ちゃん | 2001年2月28日（24歳） | 広島県   | オレンジ | 2017年1月17日         | 346日 （11か月と11日）    | 元HFN 元チーム赤坂 元なんきんペッパー 唯一の21世紀生まれ                           |
| さいとうゆりな さいとう ゆりな | ゆりな     | 2000年4月20日（25歳） | 栃木県   | 紫       | 2017年1月17日         | 346日 （11か月と11日）    | 旧名：齋藤由李名                                                                   |

### 旧メンバー
| 名前                     | 愛称       | 生年月日（年齢）      | 出身地   | カラー   | 加入日                | 卒業日         | 在籍日数                  | 備考              |
| ------------------------ | ---------- | --------------------- | -------- | -------- | --------------------- | -------------- | ------------------------- | ----------------- |
| 君島光輝 きみじま みつき | みっきー   | 1994年8月10日（30歳） | 東京都   | 赤       | 2012年6月9日 （結成） | 2015年6月21日  | 1108日 （3年と12日）      |                   |
| 武田紗季 たけだ さき     | さきも     | 1996年1月18日（29歳） | 埼玉県   | 水色     | 2012年6月9日 （結成） | 2015年12月28日 | 1298日 （3年6か月と19日） |                   |
| 大塚光 おおつか ひかる   | ひーぽん   | 1996年6月10日（29歳） | 神奈川県 | 黄色     | 2012年6月9日 （結成） | 2013年3月24日  | 289日 （9か月と15日）     |                   |
| 木元みずき きもと みずき | きもと     | 1996年9月15日（28歳） | 東京都   | オレンジ | 2012年6月9日 （結成） | 2015年6月21日  | 1108日 （3年と12日）      |                   |
| 井草里桜菜 いぐさ りおな | りーちゃん | 1998年3月28日（27歳） | 東京都   | 紫       | 2012年6月9日 （結成） | 2016年12月24日 | 1659日 （4年6か月と15日） |                   |
| 中野佑美 なかの ゆみ     | ゆゆ       | 1998年8月4日（26歳）  | 愛知県   | 緑       | 2014年6月8日          | 2015年12月28日 | 569日 （1年6か月と20日）  | 現在はGROVEに所属 |

## 作品
順位はオリコン週間ランキング最高位。

### シングル
| # | 発売日         | タイトル              | 規格品番                                                         | 順位 |
| - | -------------- | --------------------- | ---------------------------------------------------------------- | ---- |
| 1 | 2013年11月20日 | Believe in Yourself ! | COZA-812/3 DVD付 COCA-16796 COCA-16797 COCA-16798 ブックレット付 | 9位  |
| 2 | 2014年4月23日  | Keep on Lovin' You    | COZA-852/3 DVD付 COCA-16841 COCA-16842                           | 6位  |
| 3 | 2014年8月27日  | VICTORY               | COZA-954/5 DVD付 COCA-16901 COCA-16902                           | 9位  |
| 4 | 2014年12月10日 | SNOW DISTANCE         | COZA-986/7 DVD付 COCA-16948 COCA-16949 COCA-16950                | 5位  |
| 5 | 2015年6月17日  | Time to Change        | COZA-1055/6 DVD付 COCA-17038                                     | 6位  |
| 6 | 2015年9月23日  | All for One           | COZA-1081/2 DVD付 COCA-17057                                     | 7位  |
| 7 | 2016年9月7日   | Over The Rainbow      | BNPP-0006                                                        | 9位  |

### 配信
1. 私という色の花（2018年3月9日）[38]

### アルバム
| # | 発売日         | タイトル        | 規格品番                     | 順位 |
| - | -------------- | --------------- | ---------------------------- | ---- |
| 1 | 2012年10月10日 | Hello, palet    | BNPP-0001                    | 26位 |
| 2 | 2013年3月6日   | SEVEN DESTINY   | BNPP-0002                    | 28位 |
| 3 | 2013年10月23日 | early works     | BNPP-0005 DVD付              | - 位 |
| 4 | 2015年3月4日   | LOVE n' ROLL !! | COZP-1015/6 DVD付 COCP-38970 | 11位 |

### ベスト・アルバム
| # | 発売日       | タイトル                              | 規格品番  | 順位  |
| - | ------------ | ------------------------------------- | --------- | ----- |
| 1 | 2017年6月7日 | REGENERATION 〜5th Anniversary Best〜 | BNPP-0007 | 247位 |

### 映像作品
| # | 発売日        | タイトル                                     | 規格品番    | 順位  |
| - | ------------- | -------------------------------------------- | ----------- | ----- |
| 1 | 2013年6月21日 | SEVEN DESTINY 〜光の道へ〜 大塚光 卒業ライヴ | BNPP-0003   | - 位  |
| 2 | 2013年7月17日 | ピンクのハートの雲                           | BNPP-0004   | 165位 |
| 3 | 2015年9月23日 | palet 3rd Anniversary Live〜Time to Change〜 | COBA-6804/5 | 44位  |

### イメージDVD
- 武田紗季1stDVD「SAKIMO」（2013年10月24日、ENFD-5、イーネット・フロンティア）

## タイアップ
| 楽曲                  | タイアップ | 収録作品                  |
| --------------------- | --- | ------------------------- |
| Fly Away              | フジテレビ系『奇跡体験!アンビリバボー』エンディングテーマ                                                                             | 『Hello, palet』          |
| 胸のボタン            | テレビ朝日『おやすみワイドショー 見逃しチャンネル』エンディングテーマ                                                                 | 『Hello, palet』          |
| 勝利のシール          | 日本テレビ系『ぐるぐるナインティナイン』エンディングテーマ 日本テレビ系『音龍門 〜MUSIC DRAGON GATE〜』2013年3月度 Baby Dragon's Gate | 『SEVEN DESTINY』         |
| ピンクのハートの雲    | 日本テレビ『ポシュレデパート深夜店』2013年7月度エンディングテーマ                                                                     | 『early works』           |
| Believe in Yourself ! | フジテレビ系アニメ『トリコ』エンディングテーマ                                                                                        | 「Believe in Yourself !」 |
| Keep on Lovin' You    | 日本テレビ系『ミュージックドラゴン』POWER PLAY 日本テレビ『それゆけ!ゲームパンサー!』2014年4月エンディングテーマ                      | 「Keep on Lovin' You」    |
| You are My Miracle    | 『小林が可愛すぎてツライっ!!』コミックス同梱DVDアニメイメージソング                                                                   | 「Keep on Lovin' You」    |
| VICTORY               | 日本テレビ系『ミュージックドラゴン』2014年8月オープニングテーマ 群馬テレビ『JOYnt!』2014年7月クール エンディングテーマ                | 「VICTORY」               |
| Glory Days            | 『エリートジャック!!』テーマ曲 | 「VICTORY」               |
| SNOW DISTANCE         | TBS系『ランク王国』2014年12・2015年1月度オープニングテーマ                                                                            | 「SNOW DISTANCE」         |
| Run to the New Wind   | 中京テレビ・日本テレビ系『まさかのタメ年トークバラエティー!ビックラコイタ箱』2015年2月度エンディングテーマ                            | 『LOVE n' ROLL !!』       |
| All for One           | テレビ朝日系『musicるTV』9月度エンディングテーマ                                                                                      | 「All for One」           |
| 恋するウィンク        | 『エリートジャック!!』テーマ曲 | 「All for One」           |
| Over The Rainbow      | フジテレビ系『奇跡体験!アンビリバボー』エンディングテーマ 群馬テレビ『JOYのASOBU-TV JOYnt!』2016年7月クール エンディングテーマ        | 「Over The Rainbow」      |

## 出演
藤本・平口・渡邊・反田のソロ活動については、それぞれ「藤本結衣」「平口みゆき」「渡邊真由」「反田葉月」の項を参照

### テレビ
- そこウサ（2012年12月21日 TOKYO MX）
- WOODSTOCK PARTY（2013年3月2・9・16・23日 テレビ埼玉）
- 未来定番曲〜Future Standard〜[39]（2013年4月1日 - テレビ埼玉、CBCテレビ、北海道放送、テレビ神奈川、千葉テレビ）
- スマホにゃ♡アイドル　スマホちゃん（2014年5月26日-  NOTTV）
- Kawaiian くらびぃー!+ ♯5（2015年6月5日 Kawaiian TV）
- 全国ツアーフラゲナイト!! paletのAll for One（2015年8月14日 KawaiianTV）
- 世界がビビる夜（2015年10月7日 TBSテレビ）
- アイドリーーーム!! ♯58（2016年3月6日 KawaiianTV、平口・井草）

### ラジオ
- GIRLS♥GIRLS♥GIRLS =RED ZONE=CONVERSE presents paletのセブンズマーブル 木曜日23:30-24:00（2012年9月6日-2014年6月26日 FM-FUJI）
- palet parede 日曜日24:30-25:00（2013年3月10日-31日 bayfm）
- オレたちゴチャ・まぜっ!〜集まれヤンヤン〜（2014年4月5日 - 12日 君島、2014年4月19日 - 2015年4月11日 武田、2015年4月18日 - 2016年4月9日 平口、2016年4月16日 - 2017年4月8日 小磯、2017年4月15日 - 渡邊 MBSラジオ）
- i☆Ris 芹澤優のせりざわーるど with you （第43回 2014年4月22日・第44回 2014年4月29日 アール・エフ・ラジオ日本、藤本・君島）
- Colorful Days 月曜日25:30-26:00（2014年7月7日 - 12月29日 FMヨコハマ）
- ラジカントロプスNEXT paletのEternal Memories （2015年6月の毎週火曜日 アール・エフ・ラジオ日本）

### 舞台
- アリスインプロジェクト「イマジカル・マテリアル」（2017年3月15日 - 20日 新宿村LIVE） 小磯
- 女人劇 贋作 春のめざめ（2017年10月19日-22日、ブディストホール） 小磯

### CM
- タカラトミー 「プリントス（Printoss）」（2017年11月 - ） 渡邊・小磯、村上瑠美奈（predia）

### ネット配信
- paletの涙☆つゆだく
- いつだってpalet気分♪

### 雑誌
- 週刊プレイボーイ（集英社）
- BOMB（学研プラス）
- 週刊ヤングジャンプ（集英社） - 武田[40]・木元